# Julia Butters
Julia Butters (* 15. dubna 2009) je americká dětská herečka. Získala uznání kritiků za ztvárnění role Trudi Fraser ve filmu Tenkrát v Hollywoodu Quentina Tarantina.
Od roku 2016 hraje Anna-Kat Ottovou v sitcomu ABC Americká manželka.

## Životopis
Julia Butters se narodila v Los Angeles, Kalifornii. Jejími rodiči jsou Darrin (Animátor společnosti Disney, který se podílel na tvorbě Ledové království a Raubíř Ralf a Internet) a Lorelei Butters (v domácnosti), oba pochází z Kearney v Nebrasce.

## Kariéra
Julia odstartovala svou kariéru ve dvou letech účinkováním v reklamách. Její první rolí byla role Gabby v Myšlenkách zločince ve stejnojmenném dílu.
V roce 2016 hrála Ellu v osmi dílech seriálu Transparent od Amazon Prime.
Později téhož roku získala roli Anna-Kat Ottové v sitcomu Americká manželka od ABC.
Když Quentin Tarantino psal scénář k filmu Tenkrát v Hollywoodu, zaregistroval Julii v televizi a líbila se mu v roli Anna-Kat natolik, že ji obsadil do role dětské herečky Trudi Fraser.